# Solanum juvenale
Solanum juvenale är en potatisväxtart som beskrevs av Albert Thellung. Solanum juvenale ingår i släktet skattor som ingår i familjen potatisväxter. Inga underarter finns listade i Catalogue of Life.